# Studený (Rychlebské hory)
Studený (1042 m) je hora v Rychlebských horách na severovýchodní rozsoše Smrku, 3 km severozápadně od Horní Lipové. Zalesněno smrkem s příměsí buku, místy paseky, umožňující částečné výhledy.

## Přístup
Na Studený je nejkratší přístup z Horní Lipové, buď po zelené turistické značce a dále po žluté hřebenové cestě přes o metr nižší Lví horu (6,5 km) nebo údolím Staříče po modré značce na rozcestí Tři Studánky a dále po zmíněné žluté hřebenovce (4,5 km). Hřebenová cesta vede přímo přes vrchol.